# 索卡站
索卡地铁站（芬蘭語：Soukan metroasema），是芬兰赫爾辛基地鐵西线地铁延展线上的地下车站。该站开通于2022年12月3日，位于埃斯波湾站东南1.3公里、凯塔站西边1.6公里处。该站有两个出入口，为赫尔辛基地铁最南端的车站。

## 图集

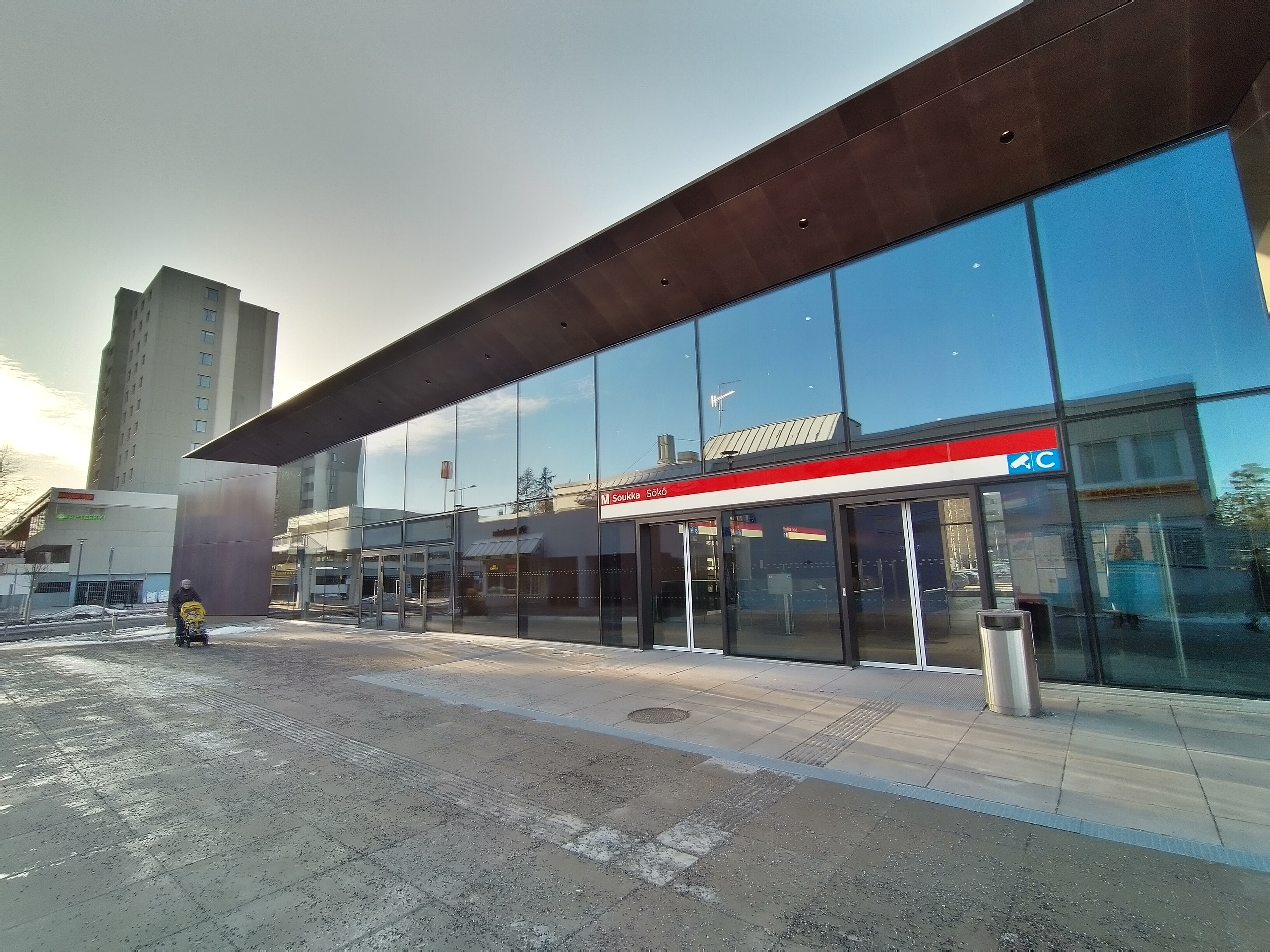
入口
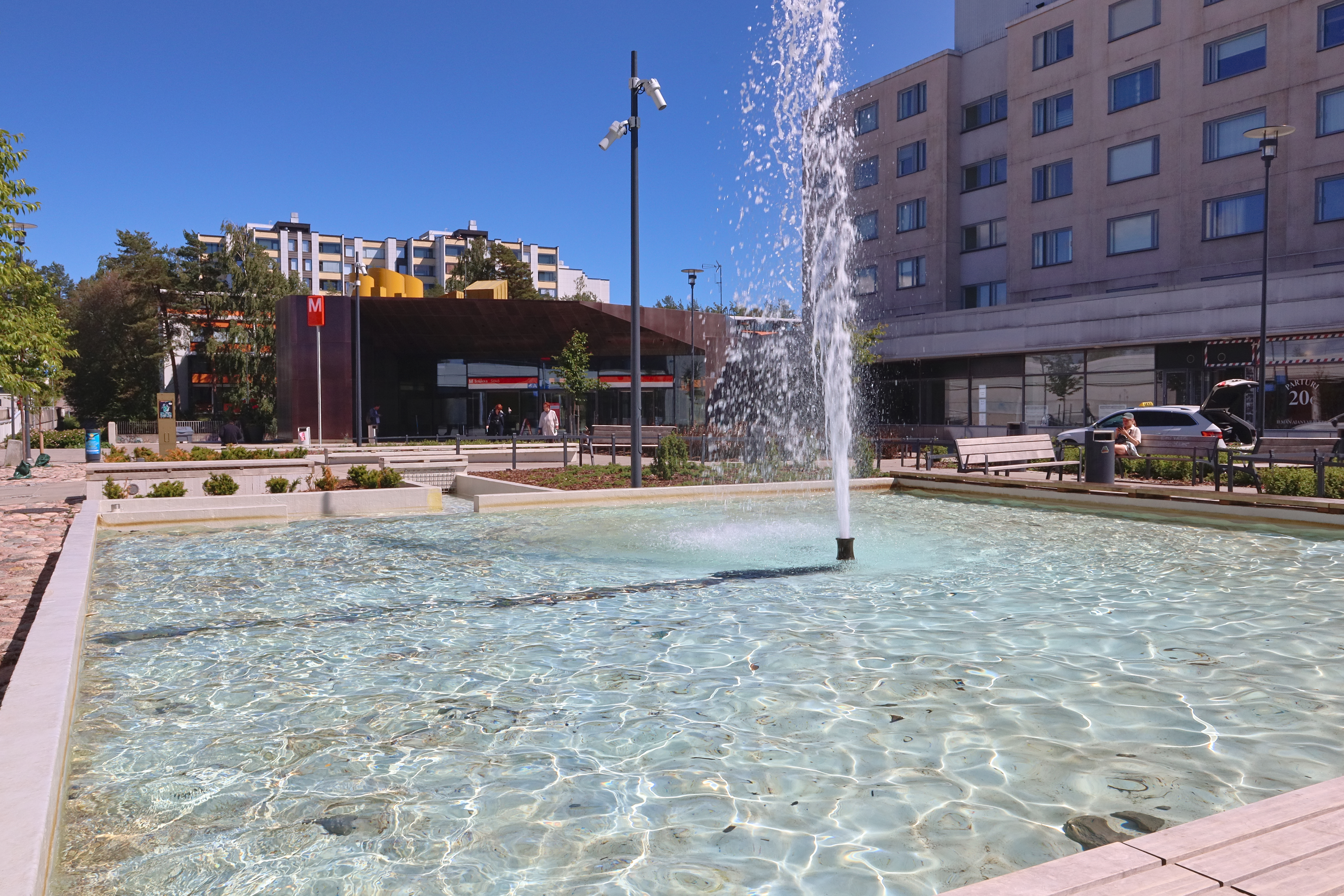
站口外面的喷泉